# RWS Oost-Nederland

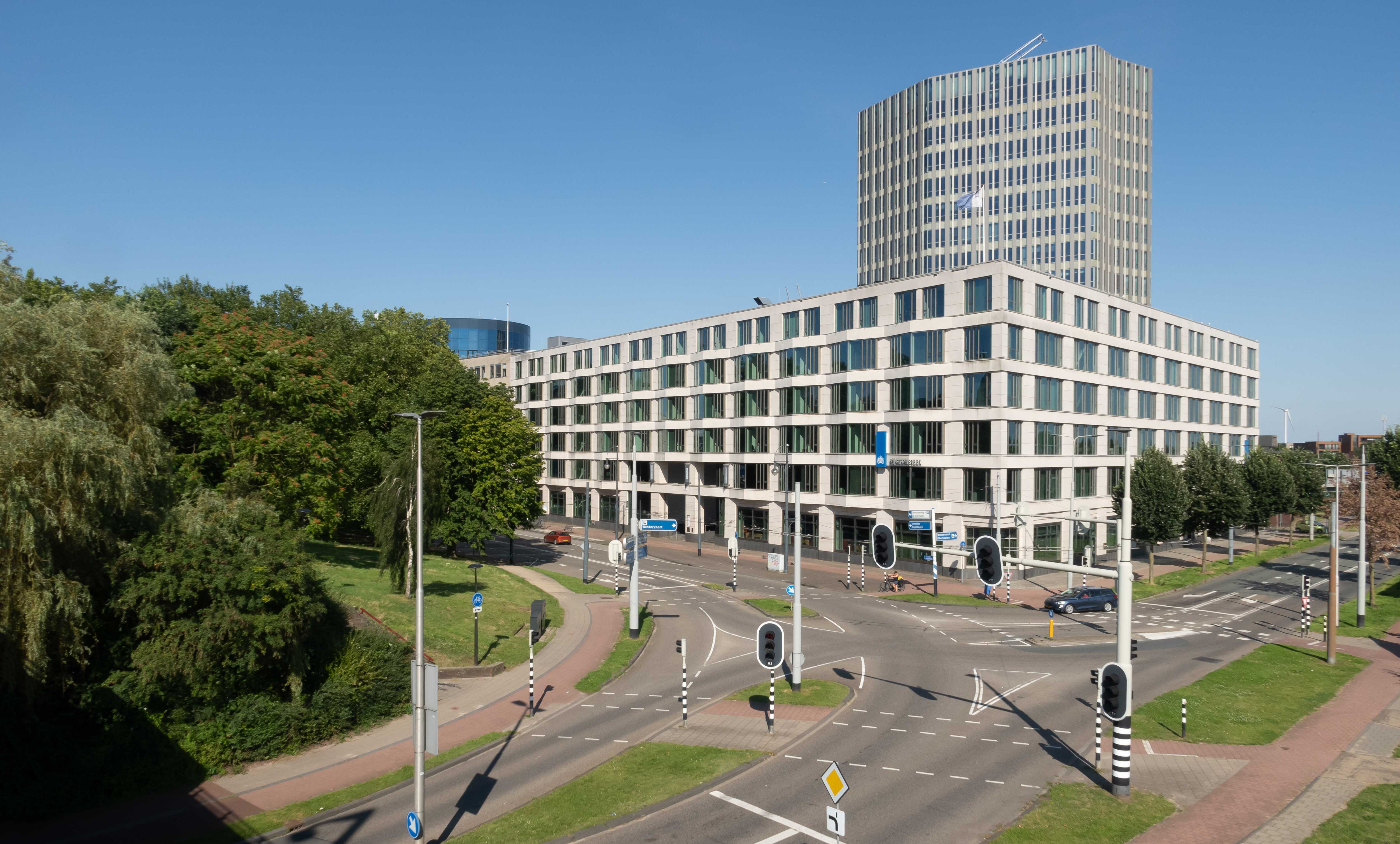
Kantoorgebouw Rijkswaterstaat Oost-Nederland en Stadskantoor Arnhem vanaf de John Frostbrug

RWS Oost-Nederland is de regionale dienst van de Rijkswaterstaat, die werkt in de provincies Overijssel en Gelderland.
Het beheersgebied omvat het landelijk hoofdwegennet en het water- en scheepvaartbeheer op het hoofdvaarwegennet in deze provincies. Daaronder vallen de grote rivieren, de IJssel, de Nederrijn, het Pannerdens Kanaal, de Waal en de Twentekanalen.

## Geschiedenis van de organisatie
De dienst is ontstaan op 1 januari 1995 uit de fusie van de toenmalige regionale directies RWS Overijssel en RWS Gelderland. Tot 1 oktober 2004 werd gesproken over de directie Oost-Nederland, daarna over de dienst Rijkswaterstaat Oost-Nederland.